# HMS C11
El HMS C11 fue uno de los 38 submarinos de la clase C construidos para la Marina Real Británica en la primera década del siglo XX. El barco se hundió tras ser embestido accidentalmente en 1909.

## Hundimiento
El 14 de julio de 1909, el submarino se hundió en una colisión contra el collier Eddystone en el Mar del Norte, al sur de Cromer, Norfolk el 14 de julio de 1909. Sólo hubo tres supervivientes. Se realizaron intentos de salvamento del submarino siniestrado, pero se abandonaron en septiembre de 1909, después de que sólo se hubiera recuperado un cadáver.
Los restos del pecio fueron redescubiertos a finales de la década de 1990.